# Orissaare
Koordinaten: 58° 33′ N, 23° 5′ O
Orissaare (deutsch Orrisaar) ist ein Dorf (estnisch alevik) in der Landgemeinde Saaremaa im Kreis Saare auf der größten estnischen Insel Saaremaa. Bis 2017 war es der Hauptort einer gleichnamigen Landgemeinde.

## Beschreibung
Das Dorf hat 841 Einwohner (Stand 31. Dezember 2011). Es liegt direkt an der Ostsee. Im Dorf befinden sich eine Bibliothek sowie das 1946 gegründete Gymnasium. Im alten Spritzenhaus ist heute eine Jugendherberge untergebracht.
Vor dem Bau des Damms zwischen den Inseln Saaremaa und Muhu 1896 war Orissaare mit seinem Hafen Ankunftsort der Fähren des Festlandverkehrs nach Saaremaa. Der Hafen auf der kleinen, dem Dorf vorgelagerten Insel Illiku hat heute keine logistische Bedeutung mehr.

## Eiche auf dem Fußballplatz
Kuriosum des Ortes ist eine Eiche, die mitten auf dem Spielfeld des örtlichen Fußballplatzes steht. Bei der Erweiterung des Stadions 1951 wurde der Baum stehengelassen, da es den sowjetischen Bauarbeitern nicht gelang, die Wurzeln zu entfernen. Heute haben sich die Fußballspieler an ihn gewöhnt.
2015 wurde die Eiche zum „Europäischen Baum des Jahres“ gewählt.

## Persönlichkeiten
- Otto Arthur von Grünewaldt (1847–1922), deutsch-russischer Armeegeneral und Hofstallmeister in Russland
- Ott Aardam (* 1980), Schauspieler
- Kaie Kand (* 1984), Leichtathletin

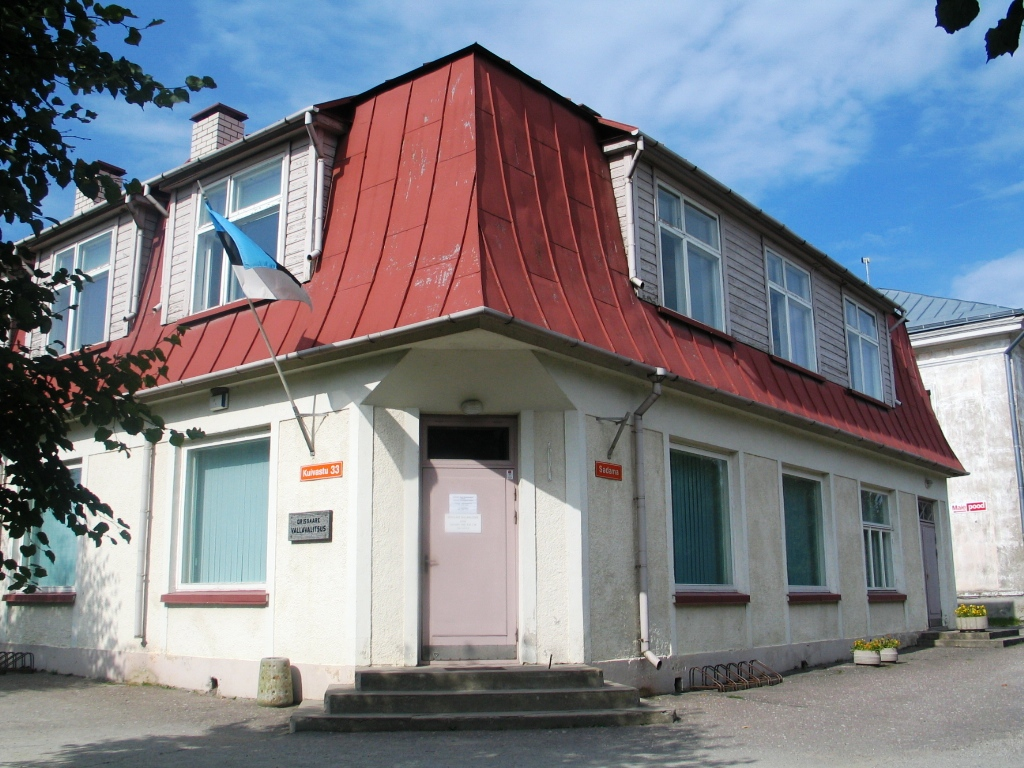
Gemeindeverwaltung
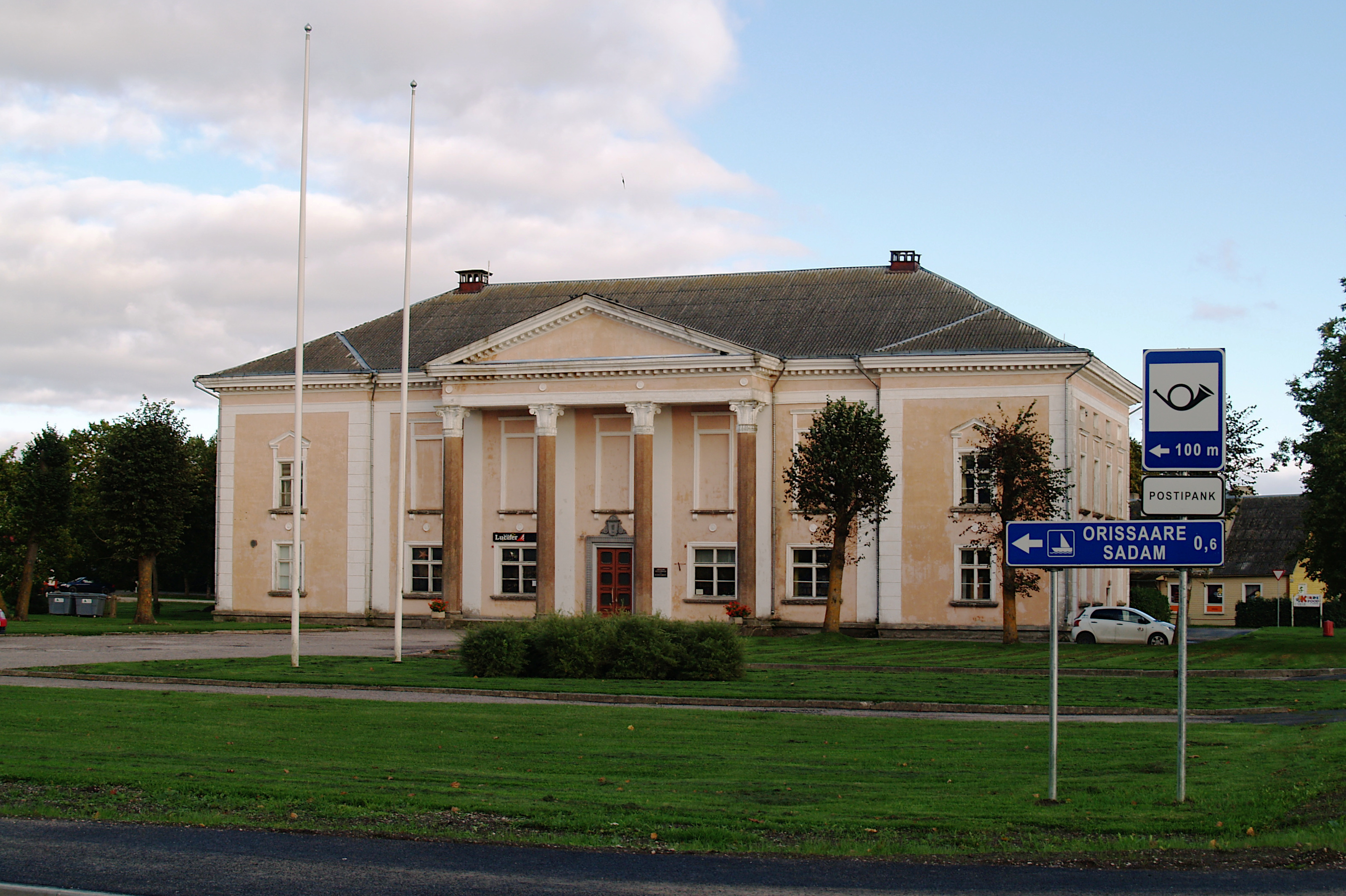
Kulturhaus mit Bibliothek
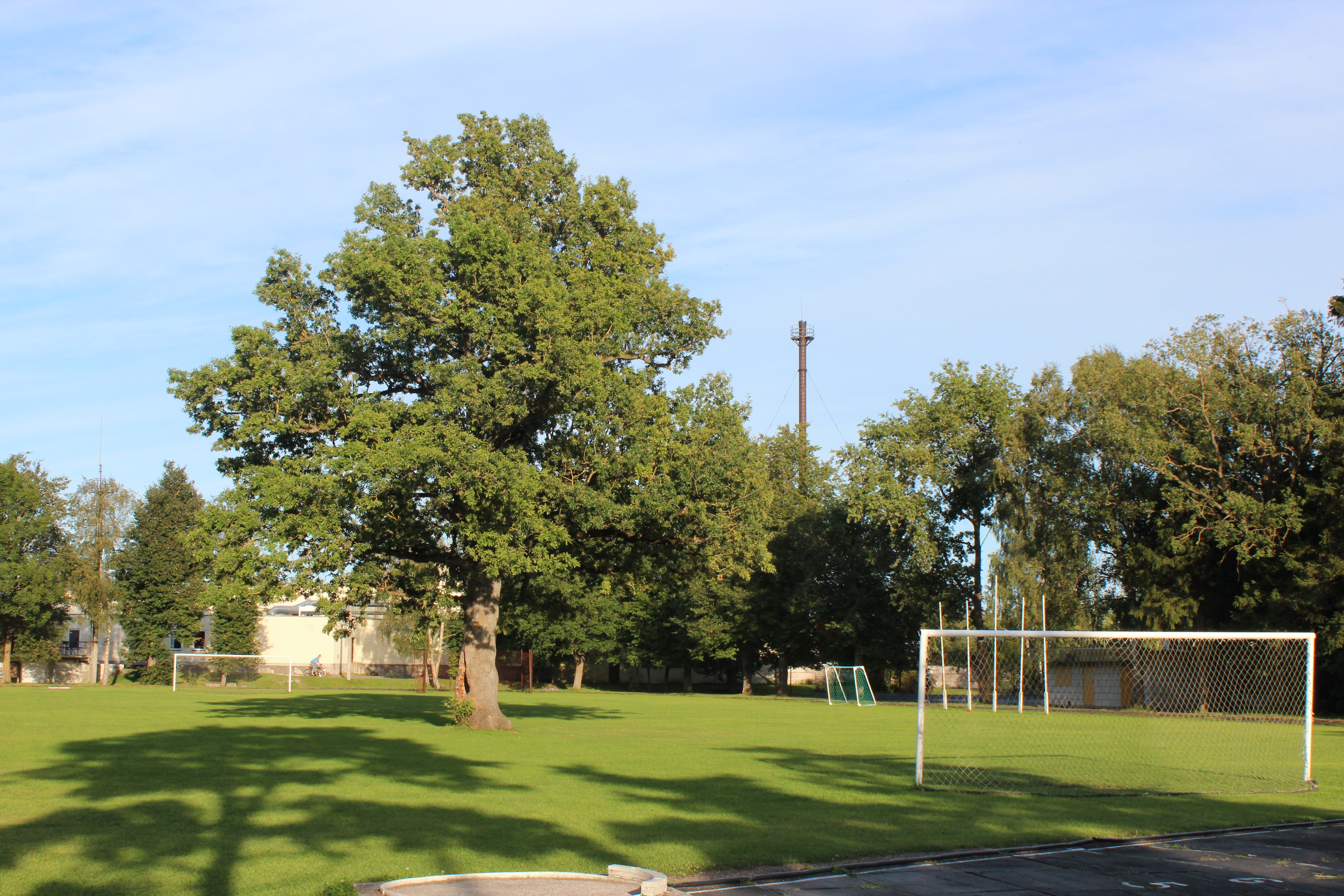
Fußballplatz mit Eiche
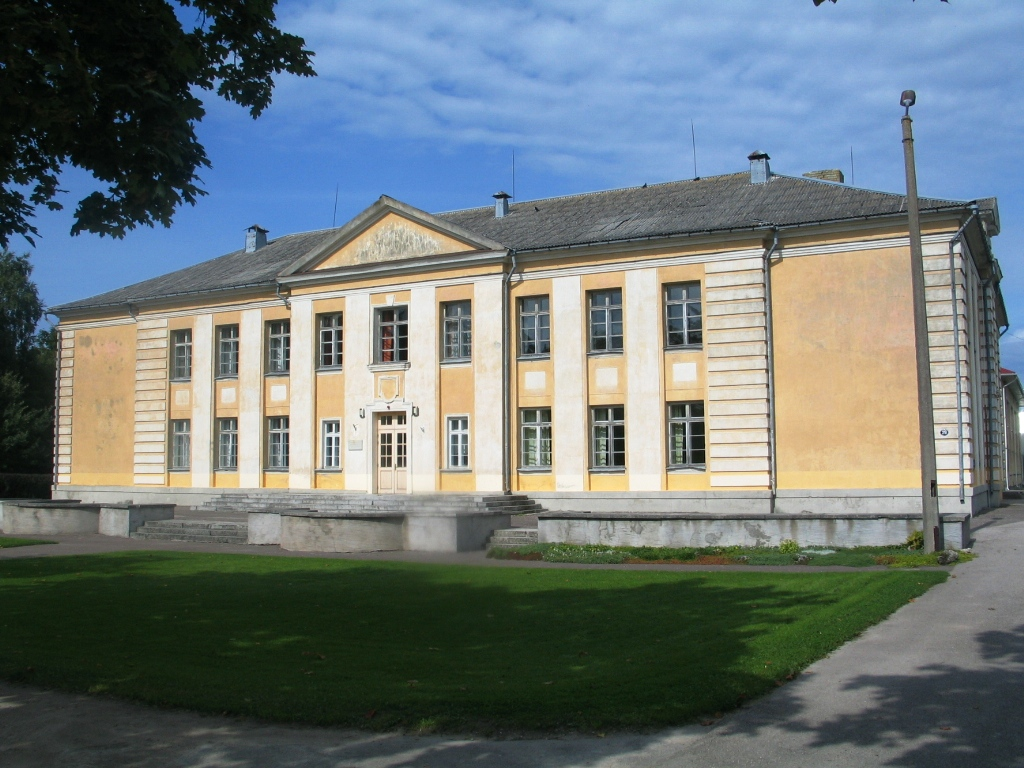
Gymnasium
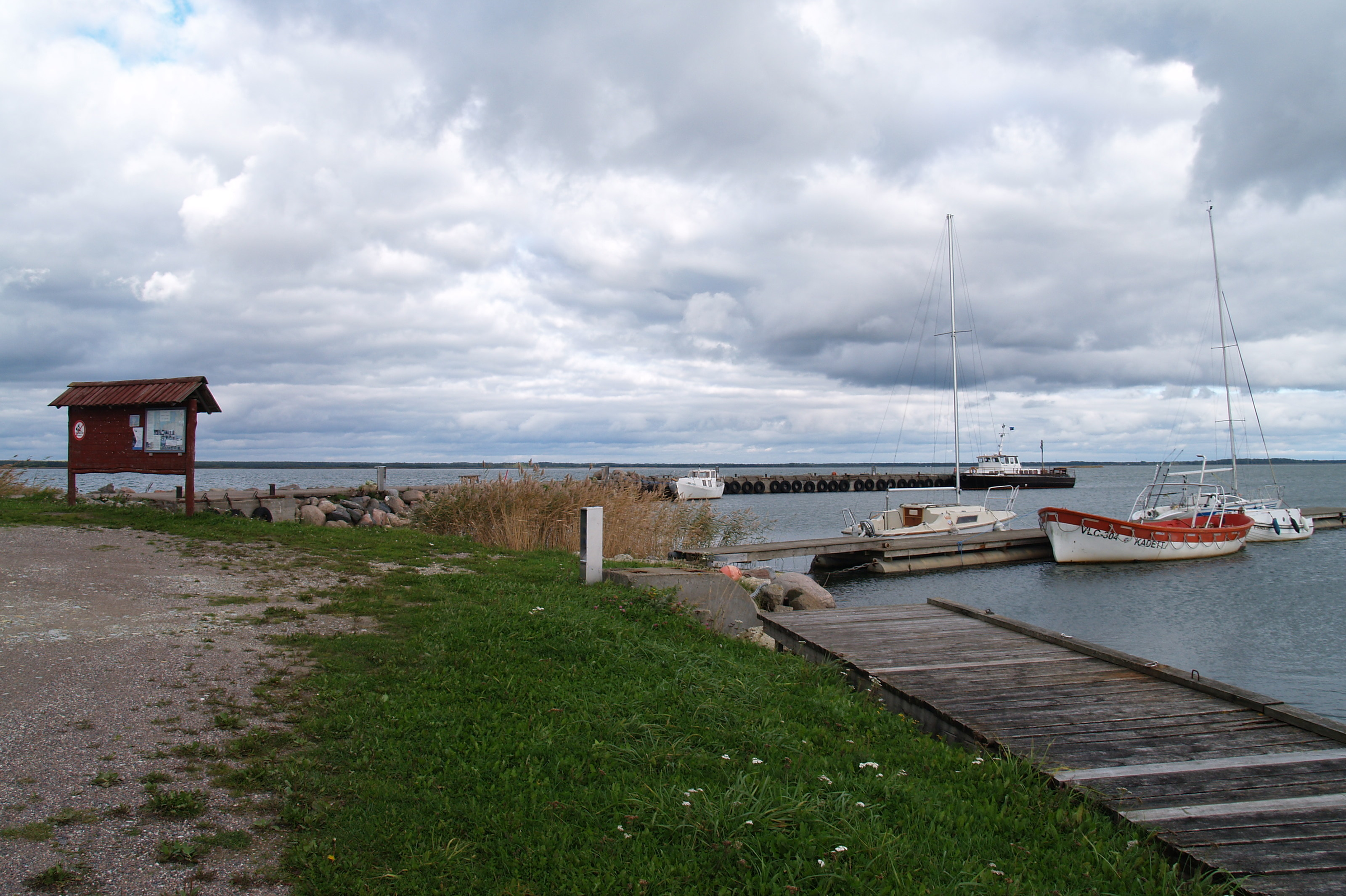
Hafen
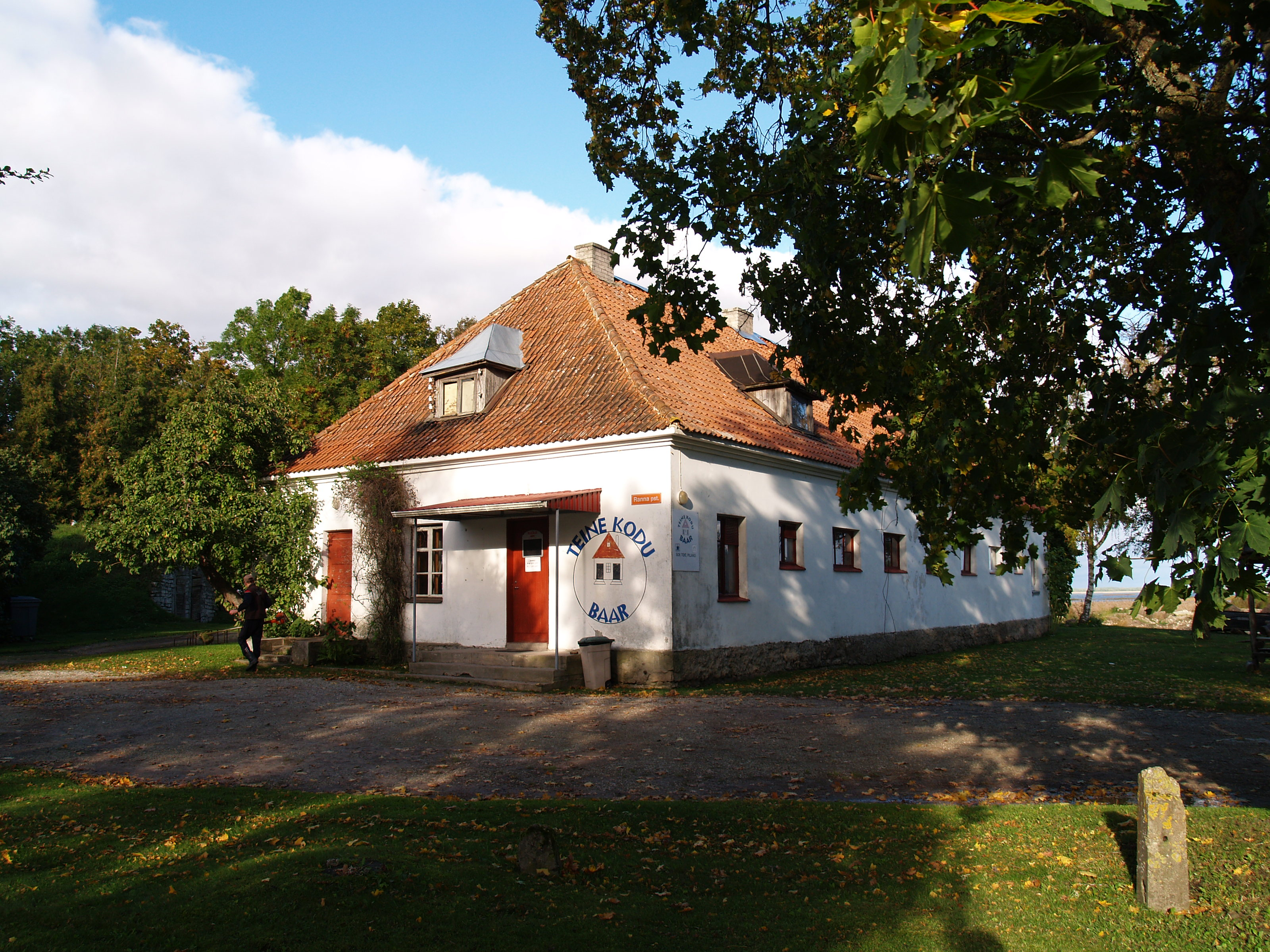
Bar in Orissaare